# Legionella
O género Legionella é um grupo de bactérias Gram-negativas patogénicas, que inclui a espécie Legionella pneumophila, que causa a doença do legionário (todas as doenças causadas por Legionella) e uma doença semelhante a gripe denominada febre de Pontiac.
Pode ser visualizada com coloração de prata. Legionella é comum em muitos ambientes, incluindo o solo e sistemas aquáticos, possuindo pelo menos 50 espécies e 70 serotipos identificados.

## Espécies
- Legionella adelaidensis
- Legionella anisa
- Legionella beliardensis
- Legionella birminghamensis
- Legionella bozemanae
- Legionella brunensis
- Legionella busanensis
- Legionella cardiaca
- Legionella cherrii
- Legionella cincinnatiensis
- Legionella donaldsonii
- Legionella drancourtii
- Legionella dresdenensis
- Legionella drozanskii
- Legionella dumoffii
- Legionella erythra
- Legionella fairfieldensis
- Legionella fallonii
- Legionella feeleii
- Legionella geestiana

Legionella genomospecies 1

- Legionella gormanii
- Legionella gratiana
- Legionella gresilensis
- Legionella hackeliae
- Legionella impletisoli
- Legionella israelensis
- Legionella jamestowniensis

Candidatus
- Legionella jeonii
- Legionella jordanis
- Legionella lansingensis
- Legionella londiniensis
- Legionella longbeachae
- Legionella lytica
- Legionella maceachernii
- Legionella massiliensis
- Legionella micdadei
- Legionella monrovica
- Legionella moravica
- Legionella nagasakiensis
- Legionella nautarum
- Legionella oakridgensis
- Legionella parisiensis
- Legionella pittsburghensis
- Legionella pneumophila
- Legionella quateirensis
- Legionella quinlivanii
- Legionella rowbothamii
- Legionella rubrilucens
- Legionella sainthelensi
- Legionella santicrucis
- Legionella shakespearei
- Legionella spiritensis
- Legionella steelei
- Legionella steigerwaltii
- Legionella taurinensis
- Legionella tucsonensis
- Legionella tunisiensis
- Legionella wadsworthii
- Legionella waltersii
- Legionella worsleiensis
- Legionella yabuuchiae